# André Aleixo
 André Ryuma Oto Aleixo (Campinas, 21 de dezembro de 1990) é um voleibolista indoor brasileiro, atuante na posição de ponteiro e que desde a categoria de base recebe convocação para representar o país através da Seleção Brasileira, conquistando na categoria juvenil a medalha de prata no Campeonato Sul-Americano de 2008 realizado no Brasil. Em clubes conquistou o ouro no Campeonato Sul-Americano de Clubes de 2011 e foi semifinalista no Campeonato Mundial de Clubes no mesmo ano.

## Carreira
Japa defendeu o Joinville no período de 2006 a 2008, em seu último ano por este clube foi convocado para Seleção Brasileira para representar o país na categoria juvenil e disputou o Campeonato Sul-Americano de 2008 sediado em Poços de Caldas-Brasil, nesta ocasião conquistou o vice-campeonato.
Transferiu-se para o Sesi-SP em 2009, clube no qual conquistou o bicampeonato paulista nos anos de 2009 e 2011, sendo vice-campeão desta competição em 2010. Na Superliga Brasileira A 2009-10 terminou em quinto lugar e conquistou no mesmo seu primeiro título da Superliga Brasileira A, referente a temporada 2010-11.
Sob o comando do técnico Giovane Gávio ainda atuou pelo Sesi-SP no Campeonato Sul-Americano de Clubes de 2011, realizado em São Paulo-Brasil, conquistando de forma invicta o título desta edição. e qualificando o clube ao Mundial de Clubes de 2011 em Doha-Qatar  No referido Mundial Japa estava presente na equipe que conseguiu a classificação as semifinais, mas finalizou em quarto lugar.
Renovou com o Sesi-SP para a temporada 2011-12, não conquistando o bicampeonato da Superliga Brasileira A nesta temporada finalizando em quinto lugar. Em 2012 assinou contrato com a UFJF, por onde atuou por duas temporadas. Na temporada 2014/15 assinou com clube gaúcho Voleisul/Paquetá Esportes, onde jogou apenas uma temporada, ficando na 10ª colocação na Superliga Série A. Na temporada seguinte assinou contrato com o FUNVIC/Taubaté onde conquistou o título do Campeonato Paulista e o vice-campeonato do Campeonato Sul-Americano de clubes da temporada.
De 2017 a 2019 atuou pelo Sesc RJ, onde conquistou dois títulos do campeonato carioca e o vice da Copa Libertadores 2018/19.
Ao término da temporada, assinou contrato com o Sport Lisboa e Benfica, atuando pela primeira vez no voleibol europeu. Já na temporada seguinte conquistou o título da liga nacional.

## Clubes
| Clube                     | País     | De   | Até  |
| Joinville                 | Brasil   | 2006 | 2008 |
| Sesi-SP                   | Brasil   | 2009 | 2012 |
| UFJF                      | Brasil   | 2012 | 2014 |
| Voleisul/Paquetá Esportes | Brasil   | 2014 | 2015 |
| FUNVIC/Taubaté            | Brasil   | 2015 | 2017 |
| Sesc RJ                   | Brasil   | 2017 | 2019 |
| Sport Lisboa e Benfica    | Portugal | 2019 | —    |

## Títulos e Resultados
- 2009- Campeão do Campeonato Paulista[1]
- 2009-10- 5º Lugar da Superliga Brasileira A
- 2010- Vice-campeão do Campeonato Paulista[1]
- 2011-Campeão do Campeonato Paulista[1]
- 2010-11- Campeão da Superliga Brasileira A[1]
- 2011- 4º Lugar do Campeonato Mundial de Clubes (Doha,  Catar)[2]
- 2011-12- 5º Lugar da Superliga Brasileira A

## Ligações Externas
- André Ryuma no Volleybox